# Emirat de Batalyaws
L'emirat de Batalyaws, conegut com a taifa de Badajoz o emirat de Badajoz fou un important emirat musulmà que va existir a la península Ibèrica. La taifa es va crear oficialment l'any 1013 i dominava gran part de l'actual Extremadura i part de l'antiga província de Lusitània, fins a Lisboa. El primer governant va ser el llibert Sapur i el van succeir els membres de la dinastia aftàsida. Aquesta família va aliar-se alternativament amb els cristians i els veïns almoràvits, per intentar mantenir la seva independència. La taifa va sorgir al voltant de la ciutat de Badajoz després de la caiguda del califat de Còrdova. Mentre aquest va existir, les rivalitats amb la capital van ser constants fins al segle x.
La taifa va patir diverses conquestes, tant per part de rivals musulmans com de portuguesos i castellans. Finalment va desaparèixer absorbida pel regne de Lleó el 1227.

## Història
El 1012 un antic esclau d'al-Hakam II de nom Sapur o Sabur es va apoderar del govern d'ath-Thagr al-Adna, la Marca Inferior, i va adoptar el títol d'hàjib, establint la seva capital a Badajoz.
Sabur va morir el 8 de novembre del 1022 deixant dos fills menors d'edat, però el visir Abd-Al·lah ibn Muhàmmad ibn Màslama ibn Abd-Al·lah ibn al-Aftas va usurpar el poder i es va proclamar emir amb el nom d'al-Mansur I i va fundar la dinastia aftàsida o dels Banu Màslama. Vers el 1027 els sevillans van imposar la sobirania a Badajoz; quan el 1030 Yahya ben Alí, califa a Màlaga va posar a Sevilla sota la seva sobirania feudal, l'emir de Badajoz es va declarar independent i va esclatar la lluita; llavors els sevillans van capturar a l'hereu Muhammad ben Abd Allah cosa que no va agradar a Yahya que va amenaçar al rei de Sevilla i va impulsar a aquest a treure altre cop la figura del califa Hixam II. El 1031 al-Mansur va assolir la completa independència. El 1042 va morir Muhammad ben Abd Allah emir de Carmona i el va succeir el seu fill Ishaq ben Muhammad que immediatament va concertar una aliança defensiva amb al-Mansur. Aquest va morir el 30 de desembre del 1045 i el va succeir el seu fill Abu Bakr Muhammad ben Abd Allah al-Mudhafar.
El 1051 va esclatar la guerra amb l'Emirat d'Ixbíliya que va imposar la sobirania a l'emir de Carmona i va conquerir altres emirats. Després d'alguns combats poc favorables a Badajoz es va signar la pau amb la mediació de Abul Walid ibn Djawhar de Còrdova.
El 1055 foren els castellans els que van atacar l'emirat i van ocupar algunes posicions com Sena, al nord (en el modern Portugal); hi van tornar cada any; el 1057 van ocupar Lamego; el 1058 Viseu, Mortagua i altres castells; l'emir de Badajoz va acceptar de pagar tribut al rei de Castella i Lleó. Quan el tribut no fou satisfet els castellans van tornar (1063) i van ocupar tota la zona entre el Duero i el Mondego, amb la fortalesa de Marcalva i altres menors.
Al-Mudhafar va morir el 1067 i el va succeir el seu fill Yahya ben Muhammad al-Mansur. Un germà seu, Umar ben Muhammad, governador d'Evora, es va revoltar; les conseqüències de la revolta es van fer sentir fins al 1068, però el 1069 al-Mansur (II) ja se sentia prou fort per anar a assetjar Còrdova on Abd al-Malek, que governava en nom del seu pare, va demanar ajut als abbadites de Sevilla on era rei Mutamid, que va enviar un contingent que va forçar la retirada dels atacants. El 1073 va morir Yahya i fou proclamat el seu germà Umar ben Muhammad que va regnar amb el títol d'al-Mutawàkkil.
El 1077 es va tornar a aturar el tribut als castellans i aquestos van respondre ocupant Coria. El 1079 un cop d'estat va enderrocar a l'emir de Tulaytula del llinatge Banu Dhil Nun Hesham ibn Yahya al-Qadir i va posar al tron al seu germà Yahya al-Qadir. Al-Mutawàkkil va agafar un contingent de soldats i es va presentar a Toledo on Qadir va fugir a Conca, i l'emir de Badajoz fou reconegut sobirà.

### Ocupació de Tulaytula
Amb aquesta força va atacar als castellans (1080) i els va arrabassar Coruche. El 1081 al-Mutawàkkil, que havia restat els darrers deu mesos a Tulaytula, va marxar a Badajoz i els castellans van contraatacar i van atacar la zona del riu Tajo ocupant Majrit (Madrid) i Talavera i establint fortificacions a Escalona (1081/1082). El 1082 els castellans van reconquerir Coruche, fortaleses a la zona de Talavera i altres punts i van entrar a la capital, Toledo, on van col·locar com a rei vassall a Yahya II. El rei de Castella va exigir als sevillans l'evacuació dels territoris toledans que ocupava (la moderna província de Ciudad Real i una part de la de Conca) i davant la negativa va declarar la guerra a Sevilla. Una incursió castellana va arribar fins a Tarifa. El nou emir toledà va cedir als castellans els territoris al nord del Tajo (Madrid, Escalona, Madina Salim….) i fins i tot algunes fortaleses al sud del riu.

### La conquesta almoràvit
El 1093 al-Mutawàkkil va capgirar les aliances davant el perill almoràvit. Va cedir a Castella les regions de Lisboa, Sintra i Santarem a canvi del seu ajut contra els africans, que ja havien iniciat els atacs per mitjà del governador de Sevilla Sir ben Abu Bekr que el 1094 va atacar i el 1095 va assetjar i ocupar Badajoz. Al Mutawàkkil fou fet presoner juntament amb els seus fill Fadhl i Abbas Sad i portats a Sevilla, sent executats durant el trajecte. Un altre fill, al-Mansur III, es va fer fort al castell de Montánchez (a la moderna província de Cáceres) i es va proclamar emir, però no va poder resistir més que unes setmanes i finalment va haver de fugir cap a Castella.
El 1095 Badajoz va ser conquerida pels almoràvits. El 1144 va tornar a ser breument un regne independent (1144-1151) sota Aben Hasham (Ibn Hashim) i Sidrey, encara que per un any va estar sotmès a l'emir de l'Algarve (1145-1146). El 1151 va ser ocupat pels almohades i el 1169 va ésser conquerit per Portugal però la van perdre un any després en el contraatac almohade. El 1230 la va ocupar Alfons IX de Lleó.

## Llistat d'emirs

### Dinastia sapúrida
- Abu-Muhàmmad Abd-Al·lah ibn Muhàmmad as-Sapur 1013-1022

### Dinastia aftàsida

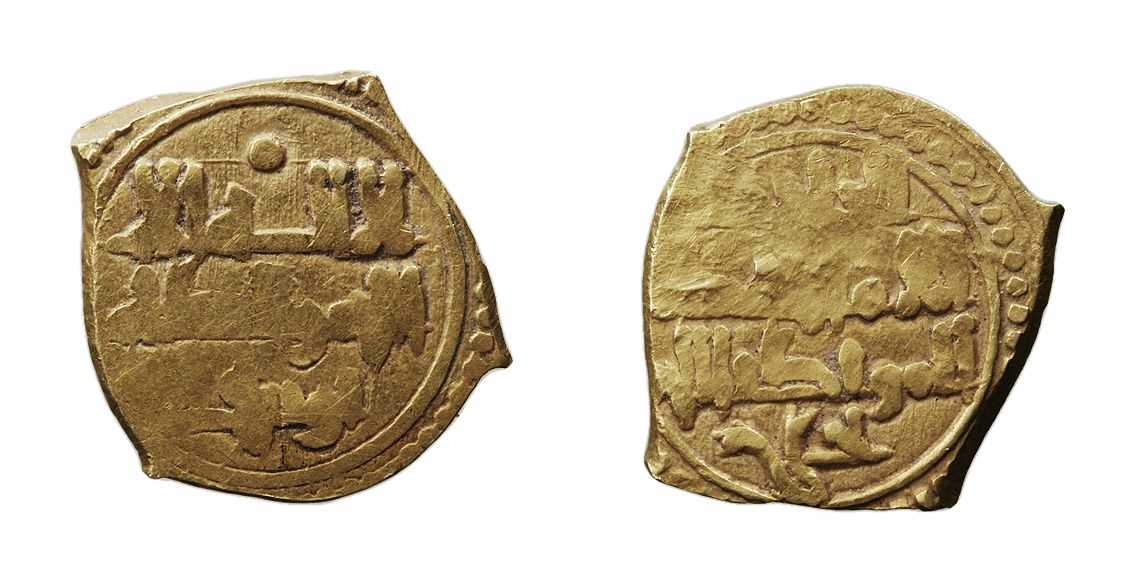
Moneda encunyada per Yahya ibn Muhàmmad al-Mansur.

- Abd-Al·lah ibn Muhàmmad ibn Màslama ibn Abd-Al·lah ibn al-Aftas al-Mansur 1022-1027
- a l'emirat d'Ixbíliya 1027-1031
- Abd-Al·lah ibn Muhàmmad ibn Màslama ibn Abd-Al·lah ibn al-Aftas al-Mansur 1031-1045 (segona vegada)
- Abu-Bakr Muhàmmad al-Mudhàffar 1045-1067
- Yahya ibn Muhàmmad al-Mansur 1067-1073
- Úmar ibn Muhàmmad al-Mutawàkkil 1073-1095 (rei de Toledo 1080-1082)
- Als almoràvits 1094-1144

### Altres governants
- Aben Hasham 1144-1145
- A l'emir d'Al-Gharbia (Algarve) 1145-1146
- Sidrey 1146-1151
- als almohades 1151-1169
- al Regne de Portugal 1169-1170
- als almohades 1170-1230
- al Regne de Lleó 1230